# Prométium
A prométium a lantanoidák közé tartozó ritkaföldfém, a periódusos rendszer 61. eleme. Vegyjele Pm, más elemekkel vegyülve sókat alkot. A prométiumnak csak egy stabil oxidációs száma van, a +3, azonban létezhet néhány +2 vegyülete is. Összes izotópja radioaktív; a technéciummal együtt egyike annak a két elemnek, amelyet stabil elem követ a periódusos rendszerben.
Radioaktív elem, a természetben extrém ritkán fordul elő uránércekben (mint bomlástermék), csak mesterséges atommag-átalakítással lehet előállítani. Jelenlétét kimutatták már néhány csillagban is.

## Története
Bár a jelenlétét már 1941-ben észlelték, csak 1947-ben különítette el Jacob A. Marinsky(en), Lawrence E. Glendenin(en) és Charles D. Coryell(en) az urán hasadási termékeiből a Tennessee állambeli Oak Ridge-i laboratóriumban. Coryell felesége, Grace Mary Coryell nevezte el Prométeuszról.

## Tulajdonságai

### Fizikai tulajdonságai
A prométiumatom 61 elektronnal rendelkezik, ezek konfigurációja [Xe]4f56s2. Vegyületek képződése során a prométium leadja két külső, valamint az egyik 4f-elektornját, mely egy belső, lezáratlan alhéján található. A fém atomsugara a lantanoidák között a harmadik legnagyobb, de a szomszédos elemekét csak alig valamivel haladja meg. Ez az egyetlen kivétel az alól az általános tendencia – azaz hogy az atomok mérete a rendszám növekedésével (a lantanoidakontrakció miatt) csökken – alól, melyet nem a betöltött (vagy félig betöltött) 4f-alhéj okoz.
A prométium számos tulajdonsága megfelel a periódusos rendszerben elfoglalt helye alapján várhatónak, és átmenetet képez a neodímium és a szamárium között. Például olvadáspontja, az első három ionizációs energiájának értéke és a hidratálási energiája a neodímiuménál nagyobb, de a szamáriuménál kisebb. Hasonlóan a becsült forráspontja, (Pm3+) ionsugara és egyatomos gázának standard képződéshője a szamáriuménál nagyobb, de a neodímiuménál kisebb.
A prométium kristályszerkezete szoros illeszkedésű kettős hexagonális, keménysége 63 kg/mm2. Ez az alacsony hőmérsékleten stabil alfa-forma 890 °C-ra melegítve tércentrált köbös béta-formává alakul át.

### Kémiai tulajdonságai és vegyületei
A prométium a lantanoidák cériumcsoportjába tartozik, és a szomszédos elemekkel nagy fokú kémiai hasonlóságot mutat.
 Instabilitása miatt kémiája kevéssé ismert. Néhány vegyületét előállították, ezek színe jellemzően rózsaszín vagy vörös, de tulajdonságaikat nem tanulmányozták behatóan. Pm3+ ionokat tartalmazó savas oldathoz ammóniát adva gélszerű, világosbarna, vízben oldhatatlan Pm(OH)3 hidroxid válik ki. Sósavban oldva vízben oldódó, sárga színű PmCl3 só keletkezik, hasonló módon salétromsavban oldva Pm(NO3)3 nitrát jön létre. Utóbbi is jól oldódik, megszárítva – a Nd(NO3)3-hoz hasonló – rózsaszín kristályokat alkot. A Pm3+ ion elektronszerkezete [Xe] 4f4, színe rózsaszín. Alapállapotának termszimbóluma 5I4. A szulfát só, a többi cérium csoportbeli szulfáthoz hasonlóan kevéssé oldódik vízben. Oktahidrátjának rácsállandóit kiszámították, ennek alapján a Pm2(SO4)3·8 H2O sűrűsége 2,86 g/cm3. Pm2(C2O4)3·10 H2O oxalátja az összes lantanoida-oxalát közül a legrosszabbul oldódó.
A nitráttal ellentétben a prométium-oxid nem a megfelelő neodímium, hanem a szamárium sóhoz hasonlít. Előállításakor, például az oxalát sót hevítve fehér vagy levendulaszínű, rendezetlen szerkezetű port kapunk, mely 600 °C-ra hevítve köbös rácsban kristályosodik. Tovább izzítva 800 °C, majd 1750 °C-ra visszafordíthatatlanul monoklin, illetve hexagonális szerkezetté alakul. Ez utóbbi két fázis az izzítási idő és hőmérséklet változtatásával alakítható át egymásba.
| Képlet | szimmetria  | tércsoport | No  | Pearson-szimbólum | a (pm) | b (pm) | c (pm) | Z  | sűrűség, g/cm3 |
| ------ | ----------- | ---------- | --- | ----------------- | ------ | ------ | ------ | -- | -------------- |
| α-Pm   | dhcp        | P63/mmc    | 194 | hP4               | 365    | 365    | 1165   | 4  | 7,26           |
| β-Pm   | bcc         | Fm3m       | 225 | cF4               | 410    | 410    | 410    | 4  | 6,99           |
| Pm2O3  | köbös       | Ia3        | 206 | cI80              | 1099   | 1099   | 1099   | 16 | 6,77           |
| Pm2O3  | monoklin    | C2/m       | 12  | mS30              | 1422   | 365    | 891    | 6  | 7,40           |
| Pm2O3  | hexagonális | P3m1       | 164 | hP5               | 380,2  | 380,2  | 595,4  | 1  | 7,53           |

Csak egy stabil oxidációs állapota van, a +3 töltésű ionos forma – ebben is a többi lantanoidához hasonlít. A periódusos rendszerben elfoglalt helye alapján nem várható, hogy stabil +4-es vagy +2-es oxidációs állapota legyen; a Pm3+-iont tartalmazó vegyületek erős oxidáló- vagy redukálószerekkel történő kezelésével igazolták, hogy az iont nem könnyű redukálni vagy oxidálni.
| Képlet | szín            | koordinációs szám | szimmetria  | tércsoport | No  | Pearson-szimbólum | o.p. (°C) |
| ------ | --------------- | ----------------- | ----------- | ---------- | --- | ----------------- | --------- |
| PmF3   | bíbor-rózsaszín | 11                | hexagonális | P3c1       | 165 | hP24              | 1338      |
| PmCl3  | levendula       | 9                 | hexagonális | P63/mc     | 176 | hP8               | 655       |
| PmBr3  | vörös           | 8                 | rombos      | Cmcm       | 63  | oS16              | 624       |
| α-PmI3 | vörös           | 8                 | rombos      | Cmcm       | 63  | oS16              | α→β       |
| β-PmI3 | vörös           | 6                 | romboéderes | R3         | 148 | hR24              | 695       |

## Fordítás
Ez a szócikk részben vagy egészben  a   Promethium című angol Wikipédia-szócikk fordításán alapul.  Az eredeti cikk szerkesztőit annak laptörténete sorolja fel. Ez a jelzés csupán a megfogalmazás eredetét és a szerzői jogokat jelzi, nem szolgál a cikkben szereplő információk forrásmegjelöléseként.